# Čehoslovačka ženska rukometna reprezentacija
Čehoslovačka ženska rukometna reprezentacija je predstavljala državu Čehoslovačku u športu rukometu.
Krovna organizacija:

## Sudjelovanja naOI
- 1976.:
- 1980.:
- 1984.:
- 1988.:

## Sudjelovanja naSP
- 1957. - zlato
- 1962. - bronca
- 1965.:
- 1971.:
- 1973.:
- 1975.:
- 1978.:
- 1982.:
- 1986. - srebro
- 1990.:

## Sudjelovanja naEP
Država se raspala prije nego što su se počela održavti prva natjecanja.

Nakon podjele države 1992., samostalno sudjeluju na međunarodnim natjecanjima češka i slovačka reprezentacija.